# Golfe du Bengale
Pour les articles homonymes, voir Bengale (homonymie).
Le golfe du Bengale (bengali : বঙ্গোপসাগর ; bôṅgōpôsāgôr, anglais : Bay of Bengal) est une mer bordière de l'océan Indien. Elle a la forme d'un triangle encadré à l'ouest par le sous-continent indien et à l'est par les côtes birmanes jusqu'au cap Negrais puis par les archipels Andaman et Nicobar. Au nord du golfe, on trouve l'État indien du Bengale-Occidental et le Bangladesh, d'où provient son nom. Ses limites méridionales sont le pont d'Adam puis une ligne ouest-est ayant son origine à la pointe sud de l'île de Sri Lanka, et finissant à la pointe nord de l'île indonésienne de Breueh (Pulau Breueh), non loin de Sumatra.
De nombreux pays d'Asie du Sud et d'Asie du Sud-Est dépendent du golfe du Bengale. Géopolitiquement, le golfe est délimité à l'ouest et au nord-ouest par l'Inde, au nord par le Bangladesh, au nord-est par la Birmanie et à l'est par les îles Andaman-et-Nicobar, un territoire de l'Inde. Sa limite sud est une ligne entre Dondra Head, au Sri Lanka, et pulau Breueh, une île correspondant au point le plus au nord-ouest de Sumatra, en Indonésie. Cox's Bazar, la plus longue plage maritime du monde et les Sundarbans, la plus grande forêt de mangroves et l'habitat naturel du tigre du Bengale, sont situés le long du golfe.
Le golfe du Bengale occupe une superficie de 2 600 000 km2. Plusieurs fleuves se jettent dans ce golfe dont : le Gange-Hooghly, le Padma, le Brahmapoutre-Jamuna, le Barak-Surma-Meghna, l'Irrawaddy, le Godavari, le Mahanadi, le Brahmani, le Baitarani, le Krishna et le Kaveri.

## Géographie
L'Organisation hydrographique internationale détermine les limites du golfe du Bengale de la façon suivante :
- À l'est : Une ligne allant du cap Negrais (16° 02′ 31″ N, 94° 11′ 28″ E), en Birmanie, à travers les grandes îles de l'archipel Andaman, de telle sorte que tous les détroits compris entre les îles soient placés à l'est de cette ligne et soient exclus du golfe du Bengale, et ainsi de suite jusqu'au point, sur la Petite Andaman, de latitude 10°48'N, et de longitude 92°24'E.
- Au sud-est : Une ligne allant de la pointe nord de Pulau Breueh (en), (ou Poeloe Bras) (5° 45′ 13″ N, 95° 03′ 21″ E) et suivant les îles occidentales des îles Nicobar jusqu'à Sandy Point (10° 31′ 59″ N, 92° 22′ 57″ E), sur la Petite Andaman, de sorte que tous les hauts-fonds soient exclus du golfe du Bengale.
- Au sud : Le pont d'Adam, entre l'Inde et le Sri Lanka, et une ligne depuis l'extrémité sud de Dondra Head (la pointe sud du Sri Lanka 5° 55′ 08″ N, 80° 35′ 28″ E) jusqu'à la pointe nord de Pulau Breueh.

Une grande partie des principaux fleuves de l'Inde et du Bangladesh se jettent dans le golfe du Bengale : au nord, le Gange (ou Ganga), la Meghna et le Brahmapoutre (bassin Gange-Brahmapoutre-Meghna) — qui forment collectivement le delta du Bengale, le plus grand au monde —, et dans le sud le Mahânadî, la Godâvarî, la Krishnâ (ou Kistnâ) et la Kâverî. Le Mahaweli, plus important cours d'eau de l'île de Ceylan, y trouve également son embouchure.
Les Sundarbans sont une forêt de palétuviers qui occupe le delta du Gange, du Brahmapoutre et de la Meghna. Ils constituent la plus vaste mangrove du monde.
Les principaux ports indiens sur le golfe sont Madras (Chennai), Vishakhapatnam et Calcutta (Kolkata). Le port bangladais de Chittagong bénéficie également d'un trafic important.

## Ecologie
Des études paléocéanographiques récentes montrent que la mousson d'été indienne impacte fortement la vie marine du golfe : les moussons extrêmement faibles, de même que les fortes moussons induisent une baisse de la productivité biologique marine et les modélisations disponibles laissent craindre que ces épisodes deviennent de plus en plus fréquents et intenses. Dans le contexte du changement climatique, de futures modifications dans l'ampleur des moussons représentent « une menace perturbatrice pour la stabilité des écosystèmes régionaux et des pêcheries ».